# Bassfield
Bassfield es un pueblo del Condado de Jefferson Davis, Misisipi, Estados Unidos. Según el censo de 2000 tenía una población de 315 habitantes.

## Demografía
Según el censo de 2000, había 315 personas, 124 hogares y 76 familias residiendo en la localidad. La densidad de población era de 112,6 hab./km². Había 144 viviendas con una densidad media de 51,5 viviendas/km². El 64,13% de los habitantes eran blancos, el 35,56% afroamericanos, el 0,32% amerindios, el 0,32% asiáticos. El 1,27% de la población eran hispanos o latinos de cualquier raza.
Según el censo, de los 124 hogares en el 24,2% había menores de 18 años, el 41,9% pertenecía a parejas casadas, el 16,1% tenía a una mujer como cabeza de familia, y el 38,7% no eran familias. El 36,3% de los hogares estaba compuesto por un único individuo, y el 20,2% pertenecía a alguien mayor de 65 años viviendo solo. El tamaño promedio de los hogares era de 2,31 personas, y el de las familias de 3,08.
La población estaba distribuida en un 20,3% de habitantes menores de 18 años, un 9,2% entre 18 y 24 años, un 23,2% de 25 a 44, un 19,0% de 45 a 64, y un 28,3% de 65 años o mayores. La media de edad era 43 años. Por cada 100 mujeres había 71,2 hombres. Por cada 100 mujeres de 18 años o más, había 69,6 hombres.
Los ingresos medios por hogar en la localidad eran de 18.500 dólares ($), y los ingresos medios por familia eran 27.500 $. Los hombres tenían unos ingresos medios de 17.292 $ frente a los 14.250 $ para las mujeres. La renta per cápita para la ciudad era de 13.283 $. El 25,0% de la población y el 22,7% de las familias estaban por debajo del umbral de pobreza. El 24,1% de los menores de 18 años y el 34,8% de los habitantes de 65 años o más vivían por debajo del umbral de pobreza.

## Geografía
Según la Oficina del Censo de los Estados Unidos, la localidad tiene un área total de 2,8 km², todos ellos correspondientes a tierra firme.